# Astravets
Astravets u Ostrovets (bielorruso: Астраве́ц; ruso: Острове́ц; lituano: Astravas; polaco: Ostrowiec) es una ciudad subdistrital de Bielorrusia, capital del distrito homónimo en la provincia de Grodno.
En 2017, la localidad tenía una población de 10 253 habitantes.
Se ubica junto a la frontera con Lituania, unos 25 km al este de la capital lituana Vilna.

## Historia
Se conoce la existencia de la localidad desde 1468, cuando era un pueblo del Gran Ducado de Lituania. Fue un señorío de cierta relevancia, con estatus de miasteczko, que desde 1616 albergó un monasterio de la Orden de Predicadores; este monasterio fue destruido en la guerra ruso-polaca (1654-1667) y pasó a ser un hospital, construyéndose un nuevo monasterio de la misma orden en 1785. En la partición de 1795 pasó a formar parte del Imperio ruso, que lo integró en la gobernación de Vilna. Su desarrollo urbano comenzó a partir de 1888, cuando se abrió una estación de ferrocarril en el vecino pueblo de Hudahái.
En 1921 pasó a formar parte de la Segunda República Polaca y en 1939 se integró en la RSS de Bielorrusia, que en 1940 le dio el estatus de capital distrital y en 1958 el de asentamiento de tipo urbano. En 2012 comenzó a construirse en un campo a 10 km de aquí la central nuclear de Bielorrusia, con la cual la localidad ha experimentado un notable aumento de población en los años posteriores; debido a ello, adoptó el estatus de ciudad en 2012.